# Harapan Jaya (Muara Enim)
Harapan Jaya is een bestuurslaag in het regentschap Muara Enim van de provincie Zuid-Sumatra, Indonesië. Harapan Jaya telt 1444 inwoners (volkstelling 2010).